# Adamivka, Bârzula
Adamivka (în ucraineană Адамівка) este un sat în comuna Liubașivka din raionul Bârzula, regiunea Odesa, Ucraina.

## Demografie
Componența lingvistică a localității Adamivka
     Ucraineană (93,21%)
     Română (5,88%)
     Alte limbi (0,9%)
Conform recensământului din 2001, majoritatea populației localității Adamivka era vorbitoare de ucraineană (93,21%), existând în minoritate și vorbitori de română (5,88%).